# William Wegman

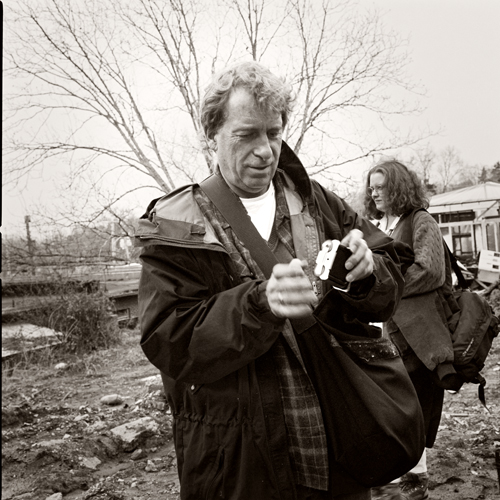
William Wegman

William Wegman (ur. 1943 w Holyoke, Massachusetts) – amerykański artysta działający w dziedzinach performance'u, sztuki konceptualnej, fotografii, rysunku, malarstwa i sztuki wideo. Znany z cyklów niepozbawionych ironii kompozycji z użyciem jego psów (wyżłów weimarskich) jako modeli.
W 1969, dwa lata po uzyskaniu tytułu M.F.A. z malarstwa na Uniwersytecie Illinois w Urbana-Champagne, Wegman wziął udział w czterech grupowych wystawach m.in. w Kunsthalle Bern w Szwajcarii i Museum of Contemporary Art Chicago.
W 1983 rozpoczęto retrospektywę jego prac w Kunstmuseum w Lucernie, wystawa trafiała następnie do muzeów w Europie i Stanach Zjednoczonych, w tym Centrum Pompidou w Paryżu i Whitney Museum of American Art. Wegman zdobył wiele nagród i grantów m.in. National Endowment for the Arts Honor w 1976 i 1985, New York Foundation for the Arts Honor in 1999, oraz Guggenheim Fellowship w 1975 i 1986.
W 1972 William Wegman uczestniczył jako artysta w Documenta 5, oraz w Documenta 6 (1977) w Kassel.
W 1970 pojawił się pierwszy z jego psów, wyżeł weimarski Man Ray, z którym nawiązał długą i owocną współpracę. Man Ray stał się centralną postacią fotografii i sztuki wideo Wegmana. W 1981 Man Ray zmarł. Dopiero w 1986 Wegman zdecydował się na nowego psa, Fay, i tak też zaczęła się nowa współpraca,
podczas której Wegman tworzył głównie z użyciem wielkoformatowego aparatu Polaroid 20x24.
Obsada modeli w pracach Wegmana powiększyła się gwałtownie w 1989 wraz z pojawieniem się potomstwa Fay (Battina, Crooky i Chundo) oraz później ich potomstwa: Chip (1995), Bobbin (1999), Candy, Penny (2004).

## Fragmentaryczna filmografia
- Dog Duet (1974)
- Dog Baseball (1986)
- Blue Monday '88 (1989)
- Alphabet Soup (1995)
- Fay's 12 Days of Christmas (1995)
- The Hardly Boys in Hardly Gold (1996, pokazane na festiwalu Sundance)
- Front Porch (1999)
- Farm Days
- Fay
- How Do You Get to MoMaQns?
- Milk/Floor ("Selected Video Works 1970-78")
- Stomach Song ("Selected Video Works 1970-78")
- Talking Fish ("Selected Video Works 1970-78")
- Out and In ("Selected Video Works 1970-78")
- Rage and Depression ("Selected Video Works 1970-78")
- Growl ("Selected Video Works 1970-78")
- Spelling Lesson ("Selected Video Works 1970-78")
- Drinking Milk ("Selected Video Works 1970-78")
- Starter ("Selected Video Works 1970-78")
- House for Sale ("Selected Video Works 1970-78")